# 小穆薩拉山
42°11′9.11″N 23°38′19.07″E / 42.1858639°N 23.6386306°E

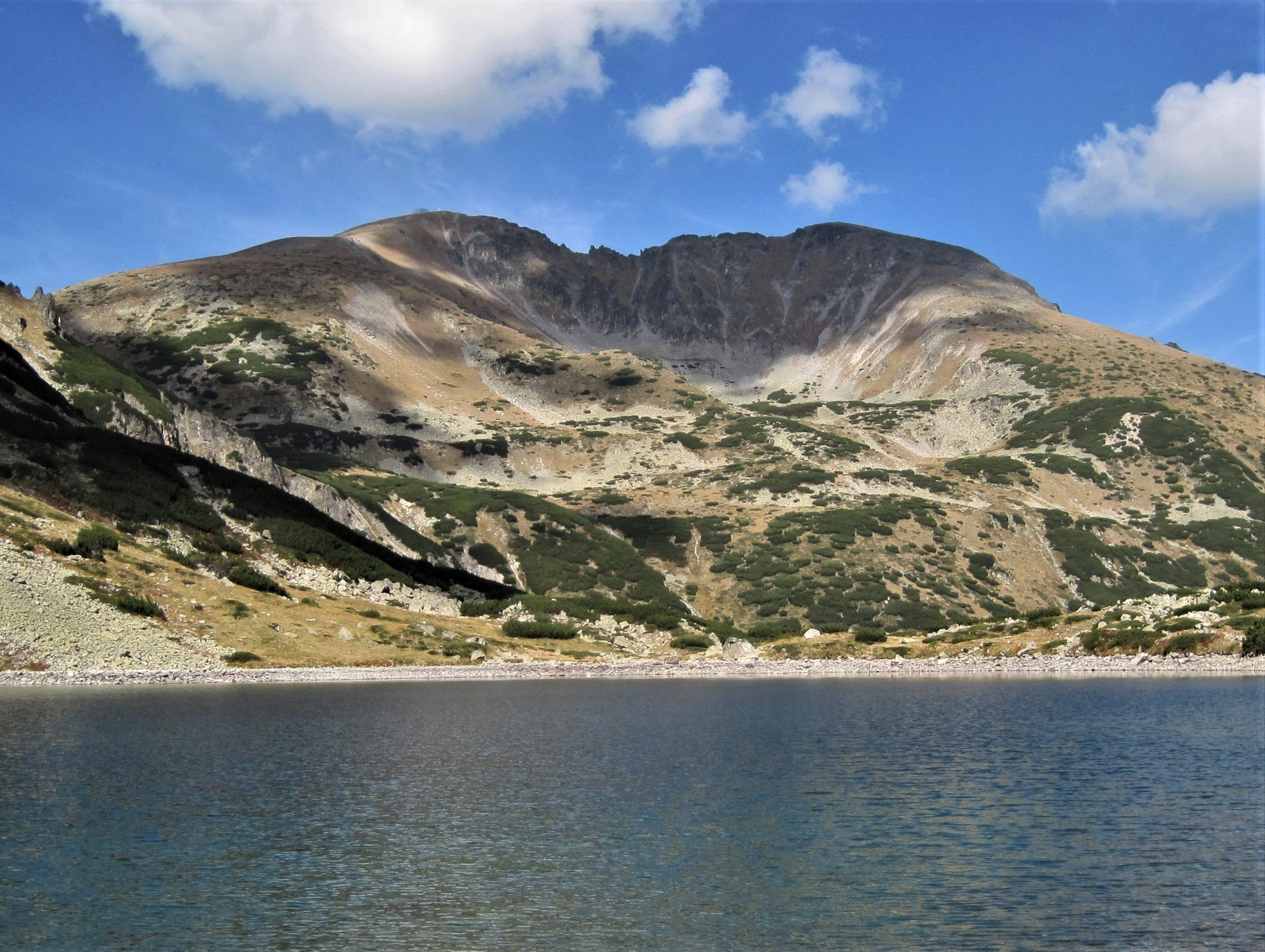

小穆薩拉山是保加利亞的山峰，位於該國西南部索菲亞州，處於穆薩拉峰東北面，屬於里拉山脈的一部分，該山峰海拔高度2,902米。